# Claire Huangci

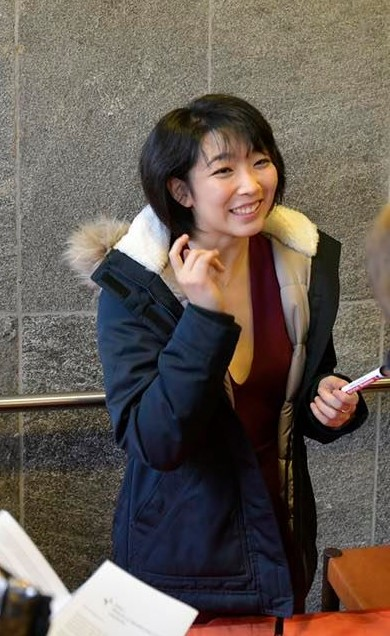
Claire Huangci, 2020

Claire Huangci (* 22. März 1990 in Rochester, New York) ist eine US-amerikanische Pianistin. Sie lebt in Frankfurt am Main.

## Laufbahn
Claire Huangci, Tochter amerikanischer Eltern chinesischer Abstammung, begann im Alter von sechs Jahren mit dem Klavierspiel. Von 2003 bis 2007 studierte sie am Curtis Institute of Music in Philadelphia unter Eleanor Sokoloff und Gary Graffman und von 2007 bis 2016 an der Hochschule für Musik, Theater und Medien in Hannover bei Arie Vardi. 2018 gewann sie den Concours Géza Anda in Zürich.
Sie spielte mit Orchestern wie dem Mozarteumorchester Salzburg, dem Radio-Sinfonieorchester Stuttgart und dem Moskauer Radiosymphonieorchester. Außerdem trat sie bei Festivals wie dem Kissinger Sommer, dem Verbier Festival, dem Menuhin Festival Gstaad, dem Schleswig-Holstein Musik Festival und den Schwetzinger Festspielen auf.
2013 veröffentlichte sie ihre Debüt-CD mit Werken von Tschaikowsky und Prokofjew.
Claire Huangci bildet zusammen mit der französischen Violinistin Solenne Païdassi und dem französischen Cellisten Tristan Cornut das Trio Machiavelli.